# Balada
Singles de Gusttavo Lima
Cor de Ouro
(2011) Refém
(2011)
Pistes de Gusttavo Lima e você
Cor De Ouro
(1) Demais Da Conta
(3)
Balada (également Balada Boa ou Balada (Tchê Tcherere Tchê Tchê)), est une chanson du chanteur brésilien Gusttavo Lima sortie le 21 janvier 2011. Le single est extrait de l'album live Gusttavo Lima e você (2011), la chanson a été écrite et composée par Cássio Sampaio. Balada est le premier single international de Gusttavo Lima et sort le 13 avril 2012 dans le monde sous le major Universal Music Group. Pour le Brésil le single sort par le biais du label Som Livre et atteint la 3e place du classement Brazilian Billboard Hot 100.
La chanson, aux paroles crues, rencontre un grand succès en Europe, tout comme Ai se eu te pego, de Michel Teló, le single se classe numéro un en France (SNEP et club 40), aux Pays-Bas (Dutch Top 40 et Mega Single Top 100), et en Belgique Flandre (Ultratop 50). Le top 5 est atteint en Autriche (Ö3 Austria Top 75), en Belgique Wallonie (Ultratop 40), en Suisse (Schweizer Hit Parade).

## Liste des pistes
Promo - Digital Mostiko
1. Balada (Radio Edit) - 3:23

## Classement et succession

### Classement par pays
| Classement (2011-2012)                  | Meilleure position |
| --------------------------------------- | ------------------ |
| Autriche (Ö3 Austria Top 40)            | 2                  |
| Belgique (Flandre Ultratop 50 Singles)  | 1                  |
| Belgique (Wallonie Ultratop 50 Singles) | 2                  |
| Brésil (Billboard Hot 100)              | 3                  |
| Brésil (Billboard Hot Popular Songs)    | 1                  |
| France (SNEP)                           | 1                  |
| France (Club 40)                        | 1                  |
| Israël (Media Forest)                   | 10                 |
| Pays-Bas (Nederlandse Top 40)           | 1                  |
| Pays-Bas (Single Top 100)               | 1                  |
| Roumanie (Romanian Top 100)             | 9                  |
| Espagne (PROMUSICAE)                    | 9                  |
| Suisse (Schweizer Hitparade)            | 1                  |
| Venezuela Top Latino (Record Report)    | 9                  |

### Certifications
| Pays      | Organisme | Certifications | Vente   |
| --------- | --------- | -------------- | ------- |
| Allemagne | BVMI      | Platine        | 300 000 |
| Autriche  | IFPI      | Platine        | 30 000  |
| Belgique  | BEA       | Platine        | 30 000  |
| Italie    | FIMI      | 2 × Platine    | 60 000  |
| Pays-Bas  |           | 2 × Platine    | 50 000  |
| Suisse    | IFPI      | 2 × Platine    | 60 000  |

## Historique de sortie
| Pays     | Date            | Format                 |
| -------- | --------------- | ---------------------- |
| Belgique | 21 janvier 2012 | téléchargement digital |
| Espagne  | 21 janvier 2012 | téléchargement digital |